# Marijke Callebaut
Marijke Callebaut (11 augustus 1980) is een Belgische voetbalster. Callebaut kende een rijke carrière in binnen- en buitenland.
Als kind speelde ze van 1986 tot 1990 in Moorsel bij De Schroevers Moorsel. Daarna maakte ze de overstap naar De Kamillekes. Van deze club uit Aalst speelde het A-elftal in de hoogste nationale afdeling. Callebaut ging er bij de meisjes-jeugd en bij de provinciale ploeg spelen. De Kamillekes werd in 1995 KSC Eendracht Aalst en werd de volgende jaren de topclub in het Belgische damesvoetbal. Met Aalst pakte Callebaut zo drie landstitels en één Beker van België.
In 2000 maakte ze de overstap naar de Verenigde Staten. Ze ging er spelen voor Lindenwood University en werd drie jaar na elkaar uitgeroepen tot All American. In de zomer van 2001 verbleef ze ook even bij de vrouwenafdeling van Valur Reykjavík in IJsland. In Amerika speelde ze naast universitair ook clubvoetbal bij Tampa Bay Extreme en bij Hampthon Roads Piranhas. Met de Piranhas werd ze er kampioen.
In 2003 ging ze in Zweden spelen bij Djurgården/Älvsjö, de vrouwenploeg van Djurgårdens IF. Ze behaalde er meteen de titel en de beker. Bij deze club behaalde ze ook de finale van de UEFA Women's Cup 2004/05, maar daar werd verloren. In 2006 en 2007 ging ze spelen voor het Zweedse Hammarby IF, maar daarna keerde ze terug naar Djurgården.